# Camp Harmony
Camp Harmony est le nom officieux du Centre de regroupement de Puyallup, un camp de concentration temporaire utilisé entre mai et septembre 1942 pour accueillir les Américains d'origine japonaise pendant la Seconde Guerre mondiale. Environ 7 390 Américains d'origine japonaise venus de l'ouest de l'État de Washington et de l'Alaska sont déportés dans le camp (ce qui double la population de Puyallup, qui est alors de 7 500 habitants) avant d'être transférés dans les camps de l'Administration des déportations de guerre (War Relocation Authority) à Minidoka (Idaho), au lac Tule (Californie) et à Heart Mountain (Wyoming). 
Le Camp Harmony est créé en mai 1942, six mois après le bombardement de Pearl Harbor, par le décret présidentiel nº9066 qui autorise la déportation des Américains d'origine japonaise de la côte ouest. Le centre de rassemblement est implanté près du Parc d'exposition Western Washington à Puyallup (Washington). Il est divisé en quatre zones distinctes : 
- la zone A accueille environ 2 000 déportés, située au nord-est du parc des expositions
- la zone B accueille 1 200 déportés, à l'est du parc des expositions, à proximité du parc de stationnement Blue actuel
- la zone C accueille environ 800 déportés, au nord-ouest du parc des expositions
- la zone D accueille environ 3 000 déportés, et est située dans le parc des expositions proprement dit, y compris l'hippodrome et la tribune, à l'est des montagnes russes

Les déportés sont logés dans des « appartements » d'une surface de 50 mètres carrés, et disposent d'une petite fenêtre, d'une prise de courant et d'un poêle à bois. Chacune des zones contient des réfectoires, une laverie et des latrines. Un hôpital de 100 lits est construit dans la zone D et les installations existantes sont utilisées comme bureaux d’administration et comme centres communautaires. 
En mai et juin 1942, près de cent Américains d'origine japonaise quittent le Camp Harmony pour trouver du travail, fréquenter un établissement d'enseignement en dehors de la zone d'exclusion, ou pour être rapatriés au Japon. Le 26 mai, 196 hommes se portent volontaires pour un transfert anticipé au lac Tule afin d'aider à terminer les travaux de construction du camp sur place.  
À compter du 12 août, les internés sont déportés vers Minidoka, après un trajet de 30 heures en train, en 16 groupes d'environ 500 personnes. Le dernier train quitte la gare de Puyallup le 12 septembre.  
Le 30 septembre 1942, le site est remis au Neuvième commandement de Fort Lewis. Le parc des expositions de Puyallup est ensuite occupé par le 943e Bataillon des transmissions de l'armée de terre jusqu'à son transfert à Fort Lewis (Washington) en décembre. Le parc des expositions de Puyallup reste fermé au public jusqu'à la fin de la guerre, fonctionnant comme un centre de formation de l'armée. 
Après-guerre, le parc des expositions accueille sa première foire en septembre 1946. Le 25 novembre 1978, le Jour du souvenir des Américains d'origine japonaise y a lieu ; 2 000 personnes y assistent. Cinq ans plus tard, le 21 août 1983, le gouverneur John Spellman et des représentants de l'État de Washington dévoilent une sculpture de George Tsutakawa en mémoire de ceux qui y ont été déportés pendant la guerre. 